# Discografia de Snoop Dogg
A discografia do rapper estadunidense Snoop Dogg consiste em treze álbuns de estúdio, quinze compilações, quatro trilhas sonoras, três álbuns de grandes êxitos, um extended play, vinte quatro mixtapes, quatorze singles promocionais e cento e vinte e sete singles, já tendo lançado música com astistas como Dr. Dre, Tupac Shakur, Ice Cube, Nate Dogg, Warren G, Tha Dogg Pound, Eminem, 50 Cent entre outros.
O rapper ja foi membro dos grupos 213, Tha Eastsidaz e DPGC. Snoop esta entre os artista de Hip Hop que mais venderam na história, com mais de 30 milhões de álbuns vendidos. Em 1992 Snoop assinou contrato com a Death Row Records para o lançamento de seu álbum de estreia Doggystyle. Lançado em 1993, o álbum foi um sucesso absoluto em sua semana de estreia, vendendo incríveis 802858 unidades, alcançando o recorde de vendas para um artista estreante, e também o álbum de Hip Hop com maior vendagem na primeira semana, perdendo o posto sete anos depois para The Marshall Mathers LP, do rapper Eminem. Além dos recordes de vendas o disco estreou na primeira posição na Billboard 200, na qual permaneceu na liderança por três semanas não consecutivas, e por cinco semanas na Billboard R&B/Hip-Hop Albums. Doggystyle foi incluído na lista da revista The Source como um dos 100 Melhores Álbuns Rap, bem como na lista da Rolling Stone dos Álbuns Essenciais da década de 1990. O site About.com incluiu o disco na décima-nona posição na lista dos melhores álbuns de hip hop/rap de todos os tempos. Em maio de 1994 a Recording Industry Association of America certificou o álbum como quadrupla platina, sendo o álbum de Snoop mais vendido no país até à data. Do LP foram extraídos três singles "What's My Name", "Gin and Juice" e "Doggy Dogg World", os dois primeiros top dez na Billboard Hot 100, líderes da Rap Songs e certificados Ouro pela RIAA. O álbum já vendeu mais de 8 milhões de copias em todo o mundo.
Em 1994 quando ainda era membro da Death Row Snoop Dogg lançou o curta-metragem Murder Was the Case, que teve a banda sonoro homônima ao filme, o LP vendeu 329,000 copias na primeira semana, assim como seu álbum anterior liderou as paradas de álbuns da Billboard, na semana seguinte permaneceu no topo da parada com 197,000 copias vendidas, sendo certificado ouro com apenas duas semanas. O disco vendeu mais de dois milhões de copias, sendo então certificado duas vezes platina pela Recording Industry Association of America.
Snoop lançou seu segundo álbum de estúdio, intitulado Tha Doggfather, em 1996, sendo seu primeiro disco a não ter a produção de Dr. Dre. O álbum estreou no topo das paradas de álbuns da Billboard com 479,000 exemplares vendidos na primeira semana. Assim como a trilha sonoro anterior o disco foi certificado platina dupla no Estados Unidos. Diferentemente dos seus álbuns anteriores, seu segundo álbum de estúdio abrangeu mais o mercado europeu, tendo como single de maior repercussão a faixa "Snoop's Upside Ya Head". Tha Doggfather foi o último álbum do rapper como artista da Death Row Records. O Disco vendeu mais de 4 milhões de copias em todo o mundo.
Em 1998 o artista lançou Da Game Is to Be Sold, Not to Be Told seu terceiro álbum de estúdio. O álbum estreou em número um na parada de álbuns Billboard 200 com 520,000 cópias vendidas na semana de lançamento, e continuou no topo na semana seguinte vendendo adicionais 246,000 unidades de acordo com a Nielsen SoundScan. Continuou no top dez por cinco semanas; assim foi rapidamente certificado platina dupla mais tarde naquele ano. O álbum apresentou na maioria artistas da No Limit e foi uma mudança dos primeiros álbuns de Snoop que eram estritamente West Coast hip hop. É geralmente considerado por críticos e fãs um dos seus piores álbuns. Mesmo com as críticas negativas o álbum rendeu dois singles de sucesso no Estados Unidos, "Still a G Thang" e "Woof!", ambos alcançaram a terceira posição na Rap Songs da Billboard. O LP vendeu aproximadamente 2,400,000 copias ao redor do mundo.
No ano seguinte, 1999, Snoop lançou seu primeiro álbum por meio de sua gravadora Doggystyle Records, intitulado No Limit Top Dogg. O disco foi o primeiro desde Murder Was the Case a ter a produção de Dr. Dre. As 187.400 cópias vendidas na primeira semana o fizeram o disco estrear na segunda posição na Billboard 200, somente atrás do álbum auto intitulado de Ricky Martin, que vendeu 661.000 cópias. Sendo o primeiro álbum de Snoop que não estreou em primeiro lugar na parada, mesmo com sua forte venda na primeira semana, provavelmente por causa da antecipação do álbum de Ricky Martin. Porem liderou a parada de álbuns e R&B e Hip Hop. O álbum vendeu mais 1.503.865 cópias em 1999. sendo então certificado platina pela RIAA, Ouro pela Music Canada, e Prata pela BPI do Reino Unido. O disco rendeu três singles sem muita repercussão nas radios, sendo eles "G Bedtime Stories", "Bitch Please" e "Down 4 My Niggaz".
Seu quinto álbum de estúdio Tha Last Meal, vendeu mais de 397 mil cópias na primeira semana de venda, estreando na quarta posição da Billboard 200, e na liderança da Top R&B/Hip-Hop Albums. O álbum foi certificado Platina pela RIAA e já vendeu mais de dois milhões de cópias até à data de acordo com a SoundScan. O álbum vazou na internet no dia 1 de dezembro de 2000 por Suge Knight, que disponibilizou todas as faixas para download em MP3 no site oficial da ex-empresa de Snoop Dogg a Death Row Records. O single "Snoop Dogg (What's My Name Pt. 2)" como foi indicado como o "Videoclipe do Ano" na cerimonia da Hip-Hop Music Awards 2001, cerimonia a qual o álbum ganhou o premio de "Álbum do Ano" O single "Wrong Idea" também foi incluída no segundo álbum do Bad Azz, participa da faixa juntamente com Snoop. Tha Last Meal foi o último álbum de Snoop na No Limit Records.
Paid tha Cost to Be da Bo$$ foi lançado como sexto álbum de estúdio do artista em 2002, pelas editoras discográficas Doggystyle Records, Priority Records e Capitol Records. Do álbum foi extraído o single "Beautiful", top dez na Billboard Hot 100 e certificado ouro pela Australian Recording Industry Association e platina pela RIANZ. O álbum foi certificado platina pela RIAA, e já vendeu mais de 1,3 milhões de cópias em todo o mundo.  Paid tha Cost to Be da Bo$$ foi o primeiro álbum de Snoop apos a sua saída do selo No Limit Records.
Em junho de 2004 Snoop Dogg assinou com a gravadora Star Trak Entertainment de Pharrell Williams e Chad Hugo, os "The Neptunes", para produzir seu próximo sétimo álbum de estúdio intitulado R&G (Rhythm & Gangsta): The Masterpiece. O álbum vendeu cerca de 225.000 cópias em sua primeira semana e estreou na sexta posição na Billboard 200. Ele vendeu mais de 1,724,000 cópias nos Estados Unidos da América de acordo com o SoundScan. No Reino Unido o disco foi certificado platina, com mais de trezentas mil copias vendidas no país, superando ainda a marca de mais de cem mil copias vendidas na Alemanha, Canadá e França, esse último país o disco vendeu mais de cento e dezoito mil copias. O disco vendeu mais e de 3,000,000 copias em todo o mundo. Foram laçados quatro singles para o álbum, sendo eles, "Drop It Like It's Hot" foi o primeiro tendo seu lançamento ocorrido em 12 de Setembro de 2004. A canção tem a participação do cantor e produtor musical Pharrell Williams. A canção foi um grande exito comercial alcançando a primeira colocação na Billboard Hot 100, sendo seu primeiro single a alcançar tal feito. O single foi indicado ao Grammy Awards nas categorias Melhor canção de Rap e Melhor performance de rap por dupla ou grupo, porem perdeu nas duas categorias. Mais tarde Drop It Like It's Hot foi certificada platina dupla pela Recording Industry Association of America, apos ultrapassar a marca de 2 milhões de copias vendidas no país, sendo ainda certificada Prata no Reino Unido, e Ouro na Austrália e na Nova Zelândia. Nas paradas musicais internacionais o single ficou na decima posição na UK Singles Chart, e também no top dez de mais doze países. Em 2009 o single foi escolhido a canção de Hip Hop mais popular da década pela revista Billboard. "Let's Get Blown" que teve desempenho comercial mediano no Estados Unidos, chegando apenas quinquagésima quarta posição na Billboard Hot 100, decima nona na Billboard R&B/Hip-Hop Songs, e a decima segunda na Billboard Rap Songs. Fora do seu país de origem a faixa chegou a decima perceira posição no Reino Unido, a vice liderança na Bélgica e a primeira posição na África do Sul. "Signs" que teve a participação dos cantores Justin Timberlake e Charlie Wilson. O single foi o segundo maior exito do álbum chegando a quadragésima sexta posição na Billboard Hot 100, e a decima sétima na Mainstream Top 40, porem a maoir parte do sucesso da canção se fez na Europa aonde ficou entre as dez melhores oito países, dentre eles na liderança na parada musical australiana. a Recording Industry Association of America certificou o single como Ouro, pela número superior a 500 mil copias vendidas no país. e "Ups & Downs" que obteve a melhor colocação na Bélgica, aonde chegou a terceira posição.
Dois anos depois Snoop lançou Tha Blue Carpet Treatment, que estreou no número cinco na Billboard 200 com 264 mil cópias vendidas em sua primeira semana. O disco foi listado na posição 97 pela Nielsen SoundScan entre os 100 melhores álbuns de 2006, no final do ano o número de vendas do disco chegou a 637 mil cópias apesar de ter sido lançado em meados de novembro.
O disco foi o primeiro álbum de estúdio do artista a não vender pelo menos 1 milhão de copias no Estados Unidos, porem é altamente considerado pela crítica como o seu melhor disco desde seu álbum de estreia Doggystyle. Do álbum foi extraído o single número na Billboard Hot 100 "I Wanna Love You", lançado em dueto com o senegalês Akon. Este single foi certificado platina tripla pela RIAA e platina no Brasil, sendo a primeira certificação que o rapper recebeu do país. O segundo grande sucesso do álbum foi "That's That" que teve a participação do astro do R&B R. Kelly. Blue Carpet vendeu mais de 1500000 cópias em todo o mundo.
Ego Trippin' foi lançado em 2008, como nono álbum de estúdio de Snoop. O álbum vendeu mais de 137 mil cópias em sua primeira semana no Estados Unidos, estreando na terceira posição na Billboard 200, e em segundo tanto na R&B/Hip-Hop Albums quanto na Rap Albums, ambas as paradas distribuídas pela revista Billboard. O álbum vendeu mais de 400.000 cópias no país de origem. Do álbum foi retirado single top dez na Hot 100 e líder na Hot Dance Club Songs "Sexual Eruption". O LP foi disco de ouro na Rússia, e vendeu mais de 600,000 copias em todo o mundo.
Seu decimo álbum, Malice n Wonderland estreou na vigésima terceira posição na Billboard 200, vendendo 59 mil copias em sua semana estreia. Foi o seu primeiro álbum desde Paid tha Cost to Be da Boss a não ficar entre os dez primeiros na Billboard 200, sendo também seu álbum com pior desempenho na Billboard R&B/Hip-Hop Albums alcançando apenas a quinta posição, e tendo alcançado a oitava posição na Billboard Top Digital Albums sendo também o primeiro álbum de do rapper a não alcançar as paradas musicais britânicas e australianas. Malice n Wonderland vendeu um número aproximado 300 mil copias. Porem o disco teve dois singles com bom desempenho nas paradas, sendo eles "Gangsta Luv" e "I Wanna Rock".
Em 2011 o rapper lançou o álbum de estúdio Doggumentary. O álbum estreou na oitava posição na Billboard 200, na quarta posição na Billboard R&B/Hip-Hop Albums, e na segunda posição na Billboard Top Rap Albums, vendendo 50,000 copias na primeira semana no Estados Unidos. Ate fevereiro de 2012 o álbum vendeu 249,145 copias no Estados Unidos. Do disco foi retirado o mega-hit "Wet" que alcançou o top dez em mais de vinte e sete países, e recebeu nove certificações de platina em todo o mundo.
Em 2012 apos uma viagem a Jamaica o artista se converteu ao movimento Rastafári, e que lançaria o álbum Reincarnated  inteiramente de Reggae. Álbum esse que foi nomeado ao Grammy Awards na categoria Melhor Álbum de Reggae. O disco liderou a Billboard Top Reggae Albums em 2012.
Em janeiro de 2015 Snoop anunciou oficialmente o seu décimo terceiro álbum de estúdio, intitulado Bush, e que ele foi inteiramente produzido por Pharrell Williams. O disco foi produzido juntamente com as editoras discográficas I Am Other e Columbia Records. O álbum rendeu três singles "Peaches N Cream" número um na Top Twitter Tracks, "So Many Pros" e "California Roll.

## Álbuns

### Álbuns de estúdio
| Ano                                                                         | Título                                  | Informações do álbum | Melhor posição nas paradas | Melhor posição nas paradas | Melhor posição nas paradas | Melhor posição nas paradas | Melhor posição nas paradas | Melhor posição nas paradas | Melhor posição nas paradas | Melhor posição nas paradas | Melhor posição nas paradas | Melhor posição nas paradas | Melhor posição nas paradas | Vendas                      | Certificações                                                                       |
| Ano                                                                         | Título                                  | Informações do álbum | EUA                        | EUA R&B                    | AUS                        | BEL                        | CAN                        | FRA                        | ALE                        | NZL                        | SUI                        | UK                         | UK R&B                     | Vendas                      | Certificações                                                                       |
| --------------------------------------------------------------------------- | --------------------------------------- | --- | -------------------------- | -------------------------- | -------------------------- | -------------------------- | -------------------------- | -------------------------- | -------------------------- | -------------------------- | -------------------------- | -------------------------- | -------------------------- | --------------------------- | ----------------------------------------------------------------------------------- |
| 1993                                                                        | Doggystyle                              | - 1° álbum de estúdio - Lançado: 23 de Novembro de 1993 - Gravadora: Death Row - Formato: CD, LP, cassette, Download digital                                  | 1                          | 1                          | 24                         | —                          | 10                         | —                          | 21                         | 25                         | 24                         | 38                         | —                          | - : 6,137,000 - : 8,000,000 | - : 4× Platina - : Platina - : Platina - : Ouro                                     |
| 1996                                                                        | Tha Doggfather                          | - 2° álbum de estúdio - Lançado: 12 de Novembro de 1996 - Gravadora: Death Row - Formato: CD, LP, cassette, Download digital                                  | 1                          | 1                          | 12                         | 45                         | 2                          | 9                          | 23                         | 6                          | 41                         | 15                         | 1                          | - : 2,000,000 - : 4,000,000 | - : 2× Platina - : Ouro - : Platina - : Ouro                                        |
| 1998                                                                        | Da Game Is to Be Sold, Not to Be Told   | - 3° álbum de estúdio - Lançado: 4 de Agosto de 1998 - Gravadora: No Limit - Formato: CD, LP, cassette, Download digital                                      | 1                          | 1                          | 14                         | —                          | 4                          | 44                         | 24                         | 11                         | 50                         | 28                         | 4                          | - : 2,085,000 - : 2,400,000 | - : 2× Platina - : Prata - : Platina                                                |
| 1999                                                                        | No Limit Top Dogg                       | - 4° álbum de estúdio - Lançado: 11 de Maio de 1999 - Gravadora: No Limit - Formato: CD, LP, cassette, digital download                                       | 2                          | 1                          | 48                         | —                          | 10                         | 53                         | 46                         | 25                         | —                          | 48                         | 4                          | - : 1,518,000 - : 2,000,000 | - : Platina - : Prata - : Ouro                                                      |
| 2000                                                                        | Tha Last Meal                           | - 5° álbum de estúdio - Lançado: 19 de Dezembro de 2000 - Gravadora: No Limit - Formato: CD, LP, cassette, Download digital                                   | 4                          | 1                          | 38                         | 47                         | 15                         | 13                         | 55                         | 19                         | 81                         | 62                         | 16                         | - : 2,068,000 - : 3,000,000 | - : Platina - : Ouro - : Platina - : Ouro                                           |
| 2002                                                                        | Paid tha Cost to Be da Boss             | - 6° álbum de estúdio - Lançado: 28 de Novembro de 2002 - Gravadora: Priority, Capitol - Formato: CD, LP, cassette, Download digital                          | 12                         | 3                          | —                          | 48                         | —                          | 17                         | 46                         | 27                         | 48                         | 64                         | 14                         | - : 1,210,000 - : 1,500,000 | - : Platina - : Ouro - : Ouro - : Ouro                                              |
| 2004                                                                        | R&G (Rhythm & Gangsta): The Masterpiece | - 7° álbum de estúdio - Lançado: 16 de Novembro de 2004 - Gravadora: Doggystyle, Star Trak, Geffen - Formato: CD, LP, cassette, Download digital              | 6                          | 4                          | 38                         | 11                         | 8                          | 14                         | 14                         | 11                         | 13                         | 12                         | 4                          | - : 1,724,000 - : 3,700,000 | - : 2× Platina - : Ouro - : Platina - : Ouro - : Ouro - : Platina - : Ouro - : Ouro |
| 2006                                                                        | Tha Blue Carpet Treatment               | - 8° álbum de estúdio - Lançado: 21 de Novembro de 2006 - Gravadora: Doggystyle, Geffen - Formato: CD, LP, Download digital                                   | 5                          | 2                          | 56                         | 46                         | 10                         | 8                          | 41                         | 20                         | 12                         | 47                         | 8                          | - : 903,000 - : 1,500,000   | - : Ouro - : Prata - : Ouro - : Ouro                                                |
| 2008                                                                        | Ego Trippin'                            | - 9° álbum de estúdio - Lançado: 11 de Março de 2008 - Gravadora: Doggystyle, Geffen - Formato: CD, LP, Download digital                                      | 3                          | 2                          | 29                         | 27                         | 3                          | 19                         | 29                         | 24                         | 9                          | 23                         | 4                          | - : 400,000 - : 785,247     | - : Ouro                                                                            |
| 2009                                                                        | Malice n Wonderland                     | - 10° álbum de estúdio - Lançado: 8 de Dezembro de 2009 - Gravadora: Doggystyle, Priority - Formato: CD, LP, digital download                                 | 23                         | 5                          | —                          | —                          | 70                         | 62                         | —                          | —                          | 74                         | 155                        | 25                         | - : 300,000                 |                                                                                     |
| 2011                                                                        | Doggumentary                            | - 11° álbum de estúdio - Lançado: 29 de Março de 2011 - Label: Doggystyle, Priority - Formato: CD, LP, Download digital                                       | 8                          | 4                          | 12                         | 30                         | 28                         | 36                         | 44                         | 35                         | 16                         | 44                         | 5                          | - : 250,000                 |                                                                                     |
| 2013                                                                        | Reincarnated                            | - 12° álbum de estúdio - Lançado: 23 de Abril de 2013 - Gravadora: Berhane Sound System, Mad Decent, VICE, RCA - Formato: CD, LP, Download digital - Indicado | 16                         | —                          | 23                         | 45                         | 14                         | 56                         | 20                         | 31                         | 13                         | 34                         | 4                          | - : 104,000                 |                                                                                     |
| 2015                                                                        | Bush                                    | - 13° álbum de estúdio - Lançamento: 12 de Maio de 2015 - Gravadora: Doggystyle, I Am Other, Columbia - Formato: CD, LP, Download digital                     | 14                         | 1                          | 32                         | 42                         | 13                         | 21                         | 32                         | 39                         | 15                         | 25                         | 2                          |                             |                                                                                     |
| 2016                                                                        | Coolaid                                 | - 14° álbum de estúdio - Lançamento: 1 de Julho de 2016 - Gravadora: Doggystyle, eOne Music - Formato: CD, LP, Download digital                               |                            |                            |                            |                            |                            |                            |                            |                            |                            |                            |                            |                             |                                                                                     |
| 2017                                                                        | Neva Left                               | - 15° álbum de estúdio - Lançamento: 19 de Maio de 2017 - Gravadora: Doggystyle, Empire - Formato: CD, LP, Download digital                                   |                            |                            |                            |                            |                            |                            |                            |                            |                            |                            |                            |                             |                                                                                     |
| 2018                                                                        | Bible of Love                           | - 16° álbum de estúdio - Lançamento: 16 de Março de 2018 - Gravadora: RCA, All the Time Entertainment - Formato: CD, LP, Download digital                     |                            |                            |                            |                            |                            |                            |                            |                            |                            |                            |                            |                             |                                                                                     |
| 2019                                                                        | I Wanna Thank Me                        | - 17° álbum de estúdio - Lançamento: 16 de Agosto de 2019 - Gravadora: Doggystyle, Empire - Formato: CD, LP, Download digital                                 |                            |                            |                            |                            |                            |                            |                            |                            |                            |                            |                            |                             |                                                                                     |
| 2021                                                                        | From tha Streets 2 tha Suites           | - 18° álbum de estúdio - Lançamento: 20 de Abril de 2021 - Gravadora: Doggystyle, Empire - Formato: CD, LP, Download digital                                  |                            |                            |                            |                            |                            |                            |                            |                            |                            |                            |                            |                             |                                                                                     |
| "—" Denota álbuns que não entraram na parada ou não foram lançados no país. |                                         | |                            |                            |                            |                            |                            |                            |                            |                            |                            |                            |                            |                             |                                                                                     |

### Álbuns colaborativos
| 2000                                                                        | Tha Eastsidaz (Como membro do Tha Eastsidaz)                         | - Lançado: 1 de Fevereiro de 2000 - Gravadora: Dogghouse, TVT - Formato: CD, LP, cassette, digital download   | 8   | 5  | 1  | —  | 8 | - : 1,000,000 | - : Platina |
| 2001                                                                        | Duces 'n Trayz: The Old Fashioned Way (Como membro do Tha Eastsidaz) | - Lançado: 31 de julho de 2001 - Gravadora: Doggystyle, TVT - Formato: CD, LP, cassette, digital download     | 4   | 2  | 1  | —  | — | - : 500,000   | - : Ouro    |
| 2004                                                                        | The Hard Way (Como membro do 213)                                    | - Lançado: 17 de agosto de 2004 - Gravadora: TVT - Formato: CD, LP, cassette                                  | 4   | 1  | 1  | —  | 3 | - : 500,000   | - : Ouro    |
| 2013                                                                        | 7 Days of Funk (Como membro do 7 Days of Funk)                       | - Lançado: 10 de Dezembro de 2013 - Gravadora: Stones Throw - Formato: CD, LP, digital download               | 159 | 27 | 33 | 27 | — |               |             |
| 2016                                                                        | Cuzznz (Com Dazz Dillinger como Daz-N-Snoop)                         | - Lançado: 15 de Janeiro de 2016 - Gravadora: Felder Entertainment Inc. - Formato: CD, digital download       | —   | —  | —  | —  | — |               |             |
| TBD                                                                         | Mt. Westmore (the Album) (Com E-40, Ice Cube e Too $hort)            | - Lançado: TBD - Gravadora: Lench Mob Records, Doggystyle Records, EMPIRE - Formato: CD, LP, digital download | —   | —  | —  | —  | — |               |             |
| "—" Denota álbuns que não entraram na parada ou não foram lançados no país. |                                                                      | |     |    |    |    |   |               |             |

### Coletâneas musicais
| 1998                                                                         | Smokefest Underground               | - Lançado: 19 de Maio de 1998 - Gravadora: Death Row - Formato: CD, LP, cassette, digital download     | —   | —  | —  | —   | —  | —  |               |
| 2000                                                                         | Dead Man Walkin'                    | - Lançado: 31 de Outubro de 2000 - Gravadora: Death Row - Formato: CD, LP, cassette, digital download  | 24  | 11 | 94 | —   | 48 | —  | - : 220,478   |
| 2002                                                                         | Doggy Style Allstars Vol. 1         | - Lançado: 13 de Agosto de 2002 - Gravadora: Doggystyle - Formato: CD, LP, cassette, digital download  | 19  | 8  | 53 | 34  | —  | 72 | - : 1,320,000 |
| 2005                                                                         | Welcome to tha Chuuch: Da Album     | - Lançado: 13 de Dezembro de 2005 - Gravadora: Doggystyle, Koch - Formato: CD, LP, digital download    | 184 | 36 | —  | 184 | —  | —  | - : 15,074    |
| 2007                                                                         | Unreleased Heatrocks                | - Lançado: Janeiro de 2007 - Gravadora: Doggystyle, MySpace Records - Formato: Digital download        | —   | —  | —  | —   | —  | —  |               |
| 2007                                                                         | Legend of Hip Hop                   | - Lançado: 6 de Fevereiro de 2007 - Gravadora: K-Town - Formato: CD, digital download                  | —   | —  | —  | —   | —  | —  |               |
| 2007                                                                         | The Big Squeeze                     | - Gravadora: 24 de Abril de 2007 - Gravadora: Doggystyle, Koch - Formato: CD, digital download         | 71  | 17 | —  | —   | —  | —  |               |
| 2008                                                                         | Getcha Girl Dogg                    | - Lançado: 4 de Janeiro de 2008 - Gravadora: K-Town - Formato: CD, digital download                    | —   | —  | —  | —   | —  | —  |               |
| 2008                                                                         | Christmas in tha Dogg House         | - Lançado: 16 de Dezembro de 2008 - Gravadora: Doggystyle, Gangsta Grooves - Formato: Digital download | —   | —  | —  | —   | —  | —  |               |
| 2009                                                                         | Bacc to tha Chuuch, Vol. 1          | - Lançado: 4 de Agosto de 2009 - Gravadora: Doggystyle, Gangsta Grooves - Formato: Digital download    | —   | —  | —  | —   | —  | —  |               |
| 2009                                                                         | Death Row: The Lost Sessions Vol. 1 | - Lançado: 13 de Outubro de 2009 - Gravadora: WIDEawake, Death Row - Formato: CD, digital download     | 129 | 22 | —  | —   | —  | —  |               |
| 2010                                                                         | The West Coast Blueprint            | - Lançado: 23 de Fevereiro de 2010 - Gravadora: Priority - Formato: CD, digital download               | —   | 84 | —  | —   | —  | —  |               |
| 2010                                                                         | More Malice                         | - Lançado: 23 de Março de 2010 - Gravadora: Doggystyle, Priority - Formato: CD, digital download       | 29  | 10 | —  | —   | —  | —  | - : 15,500    |
| 2010                                                                         | My #1 Priority                      | - Lançado: 13 de Julho de 2010 - Gravadora: Priority - Formato: CD, digital download                   | —   | —  | —  | —   | —  | —  |               |
| "—" denota coletâneas musicais musicais que não entraram nas paradas do país |                                     | |     |    |    |     |    |    |               |

### Álbuns de grandes êxitos
| Ano                                                                               | Título                                  | Detalhes | Melhor posição | Melhor posição | Melhor posição | Melhor posição | Melhor posição | Melhor posição | Melhor posição | Melhor posição | Certificações      |
| Ano                                                                               | Título                                  | Detalhes | EUA            | EUA R&B        | AUS            | BEL            | HOL            | NZL            | SUI            | UK             | Certificações      |
| --------------------------------------------------------------------------------- | --------------------------------------- | --- | -------------- | -------------- | -------------- | -------------- | -------------- | -------------- | -------------- | -------------- | ------------------ |
| 2001                                                                              | Death Row: Snoop Doggy Dogg at His Best | - Lançado: 23 de Outubro de 2001 - Gravadora: Death Row, Priority - Formato: CD, LP, cassette, digital download | 28             | 18             | 86             | —              | 89             | 9              | 80             | 90             | - : Prata - : Ouro |
| 2003                                                                              | Tha Dogg: Best of the Works             | - Lançado: 9 de Dezembro de 2003 - Gravadora: Death Row - Formato: CD, LP, cassette, digital download           | —              | —              | —              | —              | —              | —              | —              | —              | - : 3,000          |
| 2005                                                                              | Snoopified: The Best of Snoop Dogg      | - Lançado: 28 de Setembro de 2005 - Gravadora: Priority - Formato: CD, LP, digital download                     | 121            | 44             | —              | 63             | 72             | —              | 100            | 50             | - : 119.747        |
| "—" denota álbuns de grandes êxitos musicais que não entraram nas paradas do país |                                         | |                |                |                |                |                |                |                |                |                    |

### Trilhas sonoras
| 1994                                                                                 | Murder Was the Case (Snoop Doggy Dogg & Vários artistas) | - Lançado: 15 de outubro de 1994 - Gravadora: Death Row, Interscope - Formato: CD, Vinil                        | 1  | — | 1  | — | — | —  | - : 2,030,000 | - : 2× Platina |
| 2001                                                                                 | The Wash (Dr. Dre, Snoop Dogg & Vários artistas)         | - Lançado: 25 de Setembro de 2001 - Gravadora: Aftermath, Doggystyle, Interscope - Formato: CD, Vinil           | 19 | 2 | 5  | — | — | 9  | - : 2,000,000 | - : 2× Platina |
| 2001                                                                                 | Bones (Snoop Dogg & Vários artistas)                     | - Lançado: 9 de outubro de 2001 - Gravadora: Doggystyle, Priority - Formato: CD, Vinil                          | 39 | 4 | 14 | — | — | —  | - : 1,000,000 | - : Platina    |
| 2011                                                                                 | Mac & Devin Go to High School (Snoop Dogg & Wiz Khalifa) | - Lançado: 13 dezembro 2011 - Gravadora: Rostrum, Doggystyle, Atlantic, Fontana - Formato: CD, digital download | 29 | 3 | 6  | 3 | 9 | 96 | - : 140,500   |                |
| "—" Denota trilhas sonoras que não entraram na parada ou não foram lançados no país. |                                                          | |    |   |    |   |   |    |               |                |

### Extended plays
| 2012                                                                        | Stoner's | - Lançado: 17 de Abril de 2012 - Gravadora: Gangsta Gangsta Online Distribution - Formato: CD, digital download | 167 | 33 | 31 | 23 | - : 2,500 |
| "—" Denota álbuns que não entraram na parada ou não foram lançados no país. |          | |     |    |    |    |           |

### Mixtapes
| Ano  | Detalhes do álbum |
| ---- | --- |
| 2003 | Welcome to tha Chuuch, Vol. 1 - Lançado: 2003 - Gravadora: Doggystyle - Formato: CD, digital download                                                   |
| 2003 | Welcome to tha Chuuch, Vol. 2 - Lançado: 2003 - Gravadora: Doggystyle - Formato: CD, digital download                                                   |
| 2003 | Westside Reloaded (Com DJ Whoo Kid) - Lançado: 24 de Junho de 2003 - Gravadora: Self-released - Formato: CD                                             |
| 2003 | Welcome to tha Chuuch, Vol. 3 - Lançado: 30 de Setembro de 2003 - Gravadora: Doggystyle - Formato: CD, digital download                                 |
| 2004 | Welcome to tha Chuuch, Vol. 4 (Sunday School) - Lançado: 9 de Março de 2004 - Gravadora: Doggystyle - Formato: CD, digital download                     |
| 2004 | Welcome to tha Chuuch, Vol. 5 (The Revival) - Lançado: 20 de Abril de 2004 - Gravadora: Doggystyle - Formato: CD, digital download                      |
| 2005 | Welcome to tha Chuuch, Vol. 6 (Testify) - Lançado: 7 de Fevereiro de 2005 - Gravadora: Doggystyle - Formato: CD, digital download                       |
| 2005 | Welcome to tha Chuuch, Vol. 7 (Step Ya Game Up) - Lançado: 28 de Fevereiro de 2005 - Gravadora: Doggystyle - Formato: CD, digital download              |
| 2005 | Welcome to tha Chuuch, Vol. 8 (Preach Tabernacal) - Lançado: 11 de Abril de 2005 - Gravadora: Doggystyle - Formato: CD, digital download                |
| 2005 | Welcome to tha Chuuch, Vol. 9 (Run Tell Dat) - Lançado: 2005 - Gravadora: Doggystyle - Formato: CD, digital download                                    |
| 2006 | Tha Blue Carpet Treatment Mixtape - Lançado: 18 de Novembro de 2006 - Gravadora: CMP - Formato: CD, digital download                                    |
| 2007 | Mandatory Hyphy (Com JT tha Bigga Figga) - Lançado: 6 de Março de 2007 - Gravadora: Get Low Digital - Formato: CD, digital download                     |
| 2008 | The City Is In Good Hands (Com DJ Drama) - Lançado: 4 de Julho de 2008 - Gravadora: Self-released - Formato: CD, digital download                       |
| 2008 | Landy & Egg Nog: A DPG Christmas (with DJ Whoo Kid) - Lançado: 26 de Dezembro de 2008 - Gravadora: Self-released - Formato: Digital download            |
| 2009 | I Wanna Rock Mixtape - Lançado: 23 de Novembro de 2009 - Gravadora: Self-released - Formato: Digital download                                           |
| 2010 | We da West, Vol. 1 - Lançado: 2 de Março de 2010 - Gravadora: Self-released - Formato: Digital download                                                 |
| 2010 | Tha Unreleased Vol. 1 - Lançado: 15 de Junho de 2010 - Gravadora: Howie McDuffie - Formato: Digital download                                            |
| 2011 | Puff Puff Pass Tuesdays Mixtape Vol. 1 - Lançado: 16 de Fevereiro de 2011 - Gravadora: Self-released - Formato: Digital download                        |
| 2011 | Throw Your Dubs Up (Com Battlecat & MistaJam) - Lançado: 4 de Outubro de 2011 - Gravadora: Doggystyle - Formato: Digital download                       |
| 2012 | That's My Work Vol. 1 (Com Tha Dogg Pound) - Lançado: 2 de Dezembro de 2012 - Gravadora: Gangsta Gangsta Online, Doggystyle - Formato: Digital download |
| 2013 | That's My Work 2 (Com DJ Drama) - Lançado: 28 de Outubro de 2013 - Gravadora: Doggystyle - Formato: Digital download                                    |
| 2014 | That's My Work 3 - Lançado: 27 de fevereiro de 2014 - Gravadora: Doggystyle - Formato: Digital download                                                 |
| 2014 | That's My Work 4 (Com Tha Eastsidaz) - Lançado: 15 de Julho de 2014 - Gravadora: Doggystyle - Formato: Digital download                                 |
| 2014 | That's My Work 5 (Com Tha Dogg Pound) - Lançado: 18 de Setembro de 2014 - Gravadora: Doggystyle - Formato: Digital download                             |

### Álbuns de vídeo
| 2000                                                                                 | The Up in Smoke Tour (Com Dr. Dre, Ice Cube, entre outros) - Lançamento: 5 de Dezembro de 2000 - Gravadora(s): RED Distribution, Eagle Rock (30001) - Formato(s): DVD, UMD, VHS | 1 | 1 | - : 6× Platina - : 7× Platina |
| 2009                                                                                 | 213 - Live in Las Vegas (Como membro do 213) - lançado: 8 de Abril de 2009 - Gravadora: Black Dragon Entertainment - Formato: DVD, Digital download                             | — | — |                               |
| 2009                                                                                 | The Jamaican Episode - lançado: 19 de maio de 2009 - Gravadora: Charly Records - Formato: DVD, CD                                                                               | — | — |                               |
| "—" Denota álbuns de vídeo que não entraram na parada ou não foram lançados no país. | |   |   |                               |

## Singles

### Solo

#### Anos 1990s
| Ano                                                                          | Título                                                  | Desempenho nas paradas | Desempenho nas paradas | Desempenho nas paradas | Desempenho nas paradas | Desempenho nas paradas | Desempenho nas paradas | Desempenho nas paradas | Desempenho nas paradas | Desempenho nas paradas | Desempenho nas paradas | Desempenho nas paradas | Desempenho nas paradas | Certificações | Álbum                                 |
| Ano                                                                          | Título                                                  | EUA                    | EUA R&B                | EUA Rap                | EUA Rhythmic           | ALE                    | AUS                    | BEL                    | FRA                    | HOL                    | NZL                    | SUI                    | Reino Unido            | Certificações | Álbum                                 |
| ---------------------------------------------------------------------------- | ------------------------------------------------------- | ---------------------- | ---------------------- | ---------------------- | ---------------------- | ---------------------- | ---------------------- | ---------------------- | ---------------------- | ---------------------- | ---------------------- | ---------------------- | ---------------------- | ------------- | ------------------------------------- |
| 1993                                                                         | "What's My Name?"                                       | 8                      | 8                      | 1                      | 12                     | 20                     | 13                     | 22                     | 11                     | 8                      | 4                      | 21                     | 20                     | - : Ouro      | Doggystyle                            |
| 1994                                                                         | "Gin and Juice"                                         | 8                      | 13                     | 1                      | 5                      | —                      | 49                     | —                      | —                      | —                      | 11                     | —                      | 39                     | - : Ouro      | Doggystyle                            |
| 1994                                                                         | "Doggy Dogg World" (com Tha Dogg Pound & The Dramatics) | 46                     | 25                     | 4                      | 19                     | —                      | —                      | —                      | —                      | —                      | —                      | —                      | 32                     |               | Doggystyle                            |
| 1994                                                                         | "Murder Was the Case"                                   | 67                     | —                      | —                      | 36                     | —                      | —                      | —                      | —                      | —                      | —                      | —                      | —                      |               | Murder Was the Case                   |
| 1996                                                                         | "Snoop's Upside Ya Head" (com Charlie Wilson)           | —                      | 37                     | —                      | —                      | 34                     | 46                     | 8                      | —                      | 32                     | 7                      | —                      | 12                     |               | Tha Doggfather                        |
| 1997                                                                         | "Wanted Dead or Alive" (com Tupac Shakur)               | —                      | —                      | —                      | —                      | —                      | 41                     | —                      | —                      | —                      | 3                      | —                      | 16                     |               | Gridlock'd soundtrack                 |
| 1997                                                                         | "Vapors" (com Teena Marie & Charlie Wilson)             | —                      | —                      | —                      | —                      | —                      | —                      | —                      | —                      | —                      | 7                      | —                      | 18                     |               | Tha Doggfather                        |
| 1997                                                                         | "Doggfather"                                            | —                      | —                      | —                      | —                      | —                      | —                      | —                      | —                      | —                      | 20                     | —                      | 36                     |               | Tha Doggfather                        |
| 1997                                                                         | "We Just Wanna Party with You" (com Jermaine Dupri)     | —                      | 58                     | —                      | —                      | 82                     | 28                     | 57                     | —                      | —                      | 10                     | —                      | 21                     |               | Men in Black                          |
| 1998                                                                         | "Still a G Thang"                                       | 19                     | 16                     | 3                      | 36                     | —                      | —                      | —                      | —                      | —                      | —                      | —                      | —                      |               | Da Game Is to Be Sold, Not to Be Told |
| 1999                                                                         | "Woof!" (com Fiend & Mystikal)                          | 62                     | 31                     | 3                      | —                      | —                      | —                      | —                      | —                      | —                      | —                      | —                      | —                      |               | Da Game Is to Be Sold, Not to Be Told |
| 1999                                                                         | "G Bedtime Stories"                                     | —                      | —                      | —                      | —                      | —                      | —                      | —                      | —                      | —                      | —                      | —                      | —                      |               | No Limit Top Dogg                     |
| 1999                                                                         | "Bitch Please" (com Xzibit & Nate Dogg)                 | 77                     | 26                     | 8                      | 30                     | —                      | —                      | —                      | —                      | —                      | —                      | 48                     | —                      |               | No Limit Top Dogg                     |
| 1999                                                                         | "Down 4 My Niggaz" (com C-Murder & Magic)               | 111                    | 29                     | —                      | —                      | —                      | —                      | —                      | —                      | —                      | —                      | —                      | —                      |               | No Limit Top Dogg                     |
| "—" Denota singles que não entraram na parada ou não foram lançados no país. |                                                         |                        |                        |                        |                        |                        |                        |                        |                        |                        |                        |                        |                        |               |                                       |

#### 2000s
| Ano                                                                          | Título                                                                                  | Desempenho nas paradas | Desempenho nas paradas | Desempenho nas paradas | Desempenho nas paradas | Desempenho nas paradas | Desempenho nas paradas | Desempenho nas paradas | Desempenho nas paradas | Desempenho nas paradas | Desempenho nas paradas | Desempenho nas paradas | Desempenho nas paradas | Certificações                                             | Álbum                                   |
| Ano                                                                          | Título                                                                                  | EUA                    | EUA R&B                | EUA Rap                | EUA Rhythmic           | ALE                    | AUS                    | BEL                    | FRA                    | HOL                    | NZL                    | SUI                    | Reino Unido            | Certificações                                             | Álbum                                   |
| ---------------------------------------------------------------------------- | --------------------------------------------------------------------------------------- | ---------------------- | ---------------------- | ---------------------- | ---------------------- | ---------------------- | ---------------------- | ---------------------- | ---------------------- | ---------------------- | ---------------------- | ---------------------- | ---------------------- | --------------------------------------------------------- | --------------------------------------- |
| 2000                                                                         | "What's My Name? Pt. 2"                                                                 | 77                     | 25                     | 8                      | 25                     | —                      | —                      | —                      | —                      | 8                      | —                      | —                      | 13                     |                                                           | Tha Last Meal                           |
| 2001                                                                         | "Hennesey n Buddah" (com Kokane)                                                        | —                      | —                      | —                      | —                      | —                      | —                      | —                      | 41                     | —                      | —                      | —                      | —                      |                                                           | Tha Last Meal                           |
| 2001                                                                         | "Lay Low" (com Master P, Nate Dogg, Butch Cassidy & Tha Eastsidaz)                      | 50                     | 20                     | 8                      | 17                     | 49                     | —                      | —                      | 81                     | 33                     | —                      | 48                     | —                      |                                                           | Tha Last Meal                           |
| 2001                                                                         | "Loosen' Control" (com Butch Cassidy)                                                   | —                      | —                      | —                      | —                      | —                      | —                      | —                      | —                      | —                      | —                      | —                      | —                      |                                                           | Tha Last Meal                           |
| 2001                                                                         | "Wrong Idea" (com Bad Azz, Kokane & Lil' ½ Dead)                                        | —                      | 75                     | —                      | —                      | —                      | —                      | —                      | —                      | —                      | —                      | —                      | —                      |                                                           | Tha Last Meal                           |
| 2001                                                                         | "The Wash" (dueto com Dr. Dre)                                                          | 107                    | 43                     | —                      | —                      | —                      | —                      | —                      | 58                     | —                      | —                      | —                      | —                      |                                                           | The Wash                                |
| 2001                                                                         | "Just a Baby Boy" (com Tyrese Gibson & Mr. Tan)                                         | 90                     | 40                     | —                      | 34                     | —                      | —                      | —                      | —                      | —                      | —                      | —                      | —                      |                                                           | Baby Boy                                |
| 2001                                                                         | "Do U Wanna Roll" (Dueto com R.L. & Lil' Kim)                                           | 84                     | 52                     | 11                     | 19                     | —                      | —                      | —                      | —                      | —                      | —                      | —                      | —                      |                                                           | Dr. Dolittle 2 soundtrack               |
| 2002                                                                         | "Undercova Funk (Give Up the Funk)" (com Mr. Kane, Bootsy Collins, Quaze & Fred Wesley) | —                      | —                      | —                      | —                      | —                      | —                      | —                      | —                      | —                      | —                      | 77                     | —                      |                                                           | Undercover Brother                      |
| 2002                                                                         | "From tha Chuuuch to da Palace" (com Pharrell Williams)                                 | 77                     | 31                     | 16                     | 27                     | 75                     | —                      | —                      | —                      | 97                     | —                      | —                      | 27                     |                                                           | Paid Tha Cost To Be Da Bo$$             |
| 2002                                                                         | "Mission Cleopatra" (com Jamel Debbouze)                                                | —                      | —                      | —                      | —                      | —                      | —                      | —                      | 8                      | —                      | —                      | —                      | —                      | - : Ouro                                                  | Asterix & Obelix: Mission Cleopatra     |
| 2003                                                                         | "Beautiful" (com Pharrell Williams e Charlie Wilson)                                    | 6                      | 3                      | 3                      | 6                      | 27                     | 4                      | 14                     | 39                     | 13                     | 4                      | 19                     | 2                      | - : Ouro - : Ouro                                         | Paid Tha Cost To Be Da Bo$$             |
| 2003                                                                         | "It Blows My Mind" (com Pharrell Williams)                                              | —                      | 68                     | —                      | —                      | —                      | —                      | —                      | —                      | —                      | —                      | —                      | —                      |                                                           | The Neptunes Present... Clones          |
| 2004                                                                         | "Drop It Like It's Hot" (com Pharrell Williams)                                         | 1                      | 1                      | 1                      | 1                      | 8                      | 4                      | 9                      | 21                     | 7                      | 1                      | 3                      | 10                     | - : 2× Platina - : Ouro - : Prata - : Ouro                | R&G (Rhythm & Gangsta): The Masterpiece |
| 2004                                                                         | "Let's Get Blown" (com Pharrell Williams)                                               | 54                     | 19                     | 12                     | 26                     | —                      | —                      | 2                      | —                      | 35                     | 19                     | 22                     | 13                     |                                                           | R&G (Rhythm & Gangsta): The Masterpiece |
| 2005                                                                         | "Signs" (com Justin Timberlake & Charlie Wilson)                                        | 46                     | —                      | —                      | 24                     | 3                      | 1                      | 11                     | 13                     | 6                      | 4                      | 5                      | 2                      | - : Ouro - : Ouro - : Prata - : Ouro                      | R&G (Rhythm & Gangsta): The Masterpiece |
| 2005                                                                         | "Ups & Downs"                                                                           | —                      | 67                     | —                      | —                      | 84                     | 25                     | 3                      | —                      | 78                     | —                      | 46                     | 36                     |                                                           | R&G (Rhythm & Gangsta): The Masterpiece |
| 2006                                                                         | "I Wanna Fuck You" (dueto com Akon)                                                     | 1                      | 3                      | —                      | 1                      | 14                     | 6                      | 13                     | —                      | 20                     | 2                      | 16                     | 3                      | - : 3× Platina - : Ouro - : Platina - : Prata - : Platina | Tha Blue Carpet Treatment               |
| 2006                                                                         | "Vato" (com B-Real)                                                                     | —                      | 85                     | —                      | —                      | —                      | 55                     | —                      | —                      | —                      | —                      | —                      | —                      |                                                           | Tha Blue Carpet Treatment               |
| 2006                                                                         | "That's That Shit" (com R. Kelly)                                                       | 20                     | 9                      | 3                      | 7                      | 39                     | 64                     | —                      | 30                     | 73                     | 18                     | 37                     | 38                     |                                                           | Tha Blue Carpet Treatment               |
| 2006                                                                         | "Candy (Drippin' Like Water)" (com E-40, MC Eiht, Goldie Loc, Daz Dillinger & Kurupt)   | —                      | —                      | —                      | —                      | —                      | —                      | —                      | —                      | —                      | —                      | —                      | —                      |                                                           | Tha Blue Carpet Treatment               |
| 2007                                                                         | "Boss' Life" (com Nate Dogg)                                                            | —                      | 65                     | —                      | —                      | —                      | —                      | —                      | —                      | —                      | —                      | —                      | —                      |                                                           | Tha Blue Carpet Treatment               |
| 2007                                                                         | "Sexual Eruption"                                                                       | 7                      | 5                      | 10                     | 3                      | 15                     | 5                      | 2                      | —                      | 36                     | 10                     | 22                     | 24                     |                                                           | Ego Trippin                             |
| 2008                                                                         | "Life of da Party"                                                                      | 105                    | 48                     | 14                     | 31                     | —                      | —                      | —                      | —                      | —                      | —                      | —                      | —                      |                                                           | Ego Trippin                             |
| 2008                                                                         | "Those Gurlz"                                                                           | —                      | 91                     | —                      | —                      | —                      | —                      | —                      | —                      | —                      | —                      | —                      | —                      |                                                           | Ego Trippin                             |
| 2008                                                                         | "My Medicine" (com Willie Nelson)                                                       | —                      | —                      | —                      | —                      | —                      | —                      | —                      | —                      | 39                     | —                      | —                      | —                      |                                                           | Ego Trippin                             |
| 2009                                                                         | "Gangsta Luv" (com The-Dream)                                                           | 35                     | 24                     | 5                      | 8                      | —                      | —                      | 18                     | —                      | —                      | 13                     | —                      | —                      |                                                           | Malice n Wonderland                     |
| 2009                                                                         | "That's tha Homie"                                                                      | —                      | —                      | —                      | —                      | —                      | —                      | —                      | —                      | —                      | —                      | —                      | —                      |                                                           | Malice n Wonderland                     |
| 2009                                                                         | "I Wanna Rock"                                                                          | 41                     | 10                     | 3                      | 12                     | —                      | —                      | —                      | —                      | —                      | —                      | —                      | —                      |                                                           | Malice n Wonderland                     |
| 2009                                                                         | "Pronto" (com Soulja Boy)                                                               | —                      | —                      | —                      | —                      | —                      | —                      | —                      | —                      | —                      | —                      | —                      | —                      |                                                           | Malice n Wonderland                     |
| "—" Denota singles que não entraram na parada ou não foram lançados no país. |                                                                                         |                        |                        |                        |                        |                        |                        |                        |                        |                        |                        |                        |                        |                                                           |                                         |

#### 2010s
| 2010                                                                         | "Wet/Sweat" (com David Guetta)                            | 113 | 40  | 18 | 31 | 2  | 1  | 1  | 1   | 6  | 5 | 2 | 4  | - : 4× Platina - : Platina - : Platina - : Platina - : Platina | Doggumentary'                 |
| 2011                                                                         | "Platinum" (com R. Kelly)                                 | —   | 60  | 47 | —  | —  | —  | —  | —   | —  | — | — | —  |                                                                | Doggumentary'                 |
| 2011                                                                         | "Boom" (com T-Pain)                                       | 76  | 104 | 15 | 25 | —  | 40 | 15 | —   | —  | — | — | 56 |                                                                | Doggumentary'                 |
| 2011                                                                         | "Young, Wild & Free" (dueto com Wiz Khalifa & Bruno Mars) | 7   | 56  | 4  | 1  | 15 | 4  | 9  | 6   | 11 | 2 | 6 | 44 | - : 3× Platina - : 4× Platina - : Ouro - : Ouro - : Platina    | Mac & Devin Go to High School |
| 2012                                                                         | "Here Comes the King" (com Angela Hunte)                  | —   | —   | —  | —  | —  | —  | —  | 124 | —  | — | — | —  |                                                                | Reincarnated                  |
| 2012                                                                         | "Lighters Up" (com Mavado & Popcaan)                      | —   | —   | —  | —  | —  | —  | 29 | —   | —  | — | — | —  |                                                                | Reincarnated                  |
| 2013                                                                         | "No Guns Allowed" (com Drake & Cori B)                    | —   | 58  | —  | —  | —  | —  | 61 | —   | —  | — | — | —  |                                                                | Reincarnated                  |
| 2013                                                                         | "Ashtrays and Heartbreaks" (com Miley Cyrus)              | —   | —   | —  | —  | —  | —  | 20 | —   | —  | — | — | —  | - : Ouro                                                       | Reincarnated                  |
| 2013                                                                         | "Faden Away" (dueto com Dâm-Funk)                         | —   | —   | —  | —  | —  | —  | —  | —   | —  | — | — | —  |                                                                | 7 Days of Funk                |
| 2015                                                                         | "Peaches N Cream" (com Charlie Wilson)                    | 116 | 41  | 19 | 19 | —  | 93 | 13 | 73  | 13 | — | — | 58 |                                                                | Bush                          |
| 2015                                                                         | "So Many Pros"                                            | —   | —   | —  | —  | —  | —  | —  | 169 | —  | — | — | —  |                                                                | Bush                          |
| 2015                                                                         | "California Roll" (com Stevie Wonder)                     | —   | 20  | —  | —  | —  | —  | —  | 140 | 27 | — | — | —  |                                                                | Bush                          |
| "—" Denota singles que não entraram na parada ou não foram lançados no país. |                                                           |     |     |    |    |    |    |    |     |    |   |   |    |                                                                |                               |

### Participações em singles
| Ano                                                                          | Título                                                                                             | Desempenho nas paradas | Desempenho nas paradas | Desempenho nas paradas | Desempenho nas paradas | Desempenho nas paradas | Desempenho nas paradas | Desempenho nas paradas | Desempenho nas paradas | Desempenho nas paradas | Desempenho nas paradas | Certificações | Álbum                                                 |
| Ano                                                                          | Título                                                                                             | EUA                    | EUA R&B                | EUA Rap                | AUS                    | AUT                    | ALE                    | IRL                    | NZL                    | SUI                    | UK                     | Certificações | Álbum                                                 |
| ---------------------------------------------------------------------------- | -------------------------------------------------------------------------------------------------- | ---------------------- | ---------------------- | ---------------------- | ---------------------- | ---------------------- | ---------------------- | ---------------------- | ---------------------- | ---------------------- | ---------------------- | --- | ----------------------------------------------------- |
| 1992                                                                         | "Deep Cover" (Dr. Dre com Snoop Doggy Dogg)                                                        | —                      | 46                     | 4                      | —                      | —                      | —                      | —                      | —                      | —                      | —                      | | Deep Cover                                            |
| 1993                                                                         | "Nuthin' but a 'G' Thang" (Dr. Dre com Snoop Doggy Dogg)                                           | 2                      | 1                      | 1                      | 63                     | —                      | —                      | —                      | 39                     | —                      | 31                     | - : Platina | The Chronic                                           |
| 1993                                                                         | "Fuck wit Dre Day (And Everybody's Celebratin')" (Dr. Dre com Snoop Doggy Dogg)                    | 8                      | 6                      | 13                     | —                      | —                      | —                      | —                      | 49                     | —                      | 59                     | - : Ouro | The Chronic                                           |
| 1994                                                                         | "Afro Puffs" (The Lady of Rage com Snoop Doggy Dogg)                                               | 57                     | 31                     | 5                      | —                      | —                      | —                      | —                      | —                      | —                      | —                      | | Above the Rim soundtrack                              |
| 1994                                                                         | "What Would You Do" (Tha Dogg Pound com Snoop Doggy Dogg & Jewell)                                 | —                      | —                      | —                      | —                      | —                      | —                      | —                      | —                      | —                      | —                      | | Murder Was the Case                                   |
| 1995                                                                         | "New York, New York" (Tha Dogg Pound com Snoop Doggy Dogg)                                         | —                      | 51                     | —                      | —                      | —                      | —                      | —                      | —                      | —                      | —                      | | Dogg Food                                             |
| 1996                                                                         | "2 of Amerikaz Most Wanted" (Tupac Shakur com Snoop Doggy Dogg)                                    | —                      | —                      | —                      | —                      | —                      | —                      | —                      | —                      | —                      | —                      | | All Eyez on Me                                        |
| 1996                                                                         | "Never Leave Me Alone" (Nate Dogg com Snoop Dogg)                                                  | 33                     | 22                     | —                      | —                      | —                      | —                      | —                      | 2                      | —                      | —                      | | G-Funk Classics, Vols. 1 & 2                          |
| 1998                                                                         | "Unify"[E] (Kid Capri com Slick Rick & Snoop Dogg)                                                 | 113                    | 62                     | 24                     | —                      | —                      | —                      | —                      | —                      | —                      | —                      | | Soundtrack to the Streets                             |
| 1998                                                                         | "Come and Get with Me" (Keith Sweat com Snoop Dogg)                                                | 12                     | 6                      | —                      | 56                     | —                      | —                      | —                      | 16                     | —                      | 58                     | - : Ouro | Still in the Game                                     |
| 1999                                                                         | "We Be Puttin' It Down!" (Bad Azz com Snoop Dogg)                                                  | —                      | 62                     | 8                      | —                      | —                      | —                      | —                      | —                      | —                      | —                      | | Word on tha Streets                                   |
| 1999                                                                         | "Cali Chronic" (Harlem World com Snoop Dogg)                                                       | —                      | 87                     | —                      | —                      | —                      | —                      | —                      | —                      | —                      | —                      | | The Movement                                          |
| 1999                                                                         | "Still D.R.E." (Dr. Dre com Snoop Dogg)                                                            | 93                     | 32                     | 11                     | —                      | —                      | —                      | 14                     | —                      | —                      | 6                      | - : Prata | 2001                                                  |
| 1999                                                                         | "Chin Check" (N.W.A com Snoop Dogg)                                                                | —                      | 71                     | 1                      | —                      | —                      | —                      | —                      | —                      | —                      | —                      | | Next Friday                                           |
| 2000                                                                         | "Bow Wow (That's My Name)" (Lil' Bow Wow com Snoop Dogg)                                           | 21                     | 9                      | 1                      | 6                      | 18                     | 9                      | 13                     | 17                     | 4                      | 6                      | - : Platina | Beware of Dog                                         |
| 2000                                                                         | "Crybaby" (Mariah Carey com Snoop Dogg)                                                            | 28                     | 23                     | —                      | —                      | —                      | —                      | —                      | —                      | —                      | —                      | | Rainbow                                               |
| 2000                                                                         | "The Next Episode" (Dr. Dre com Snoop Dogg & Nate Dogg)                                            | 23                     | 11                     | 9                      | —                      | —                      | 34                     | 11                     | —                      | 34                     | 3                      | - : Prata | 2001                                                  |
| 2000                                                                         | "Ya Style" (Sylk-E. Fyne com Snoop Dogg & Bizzy Bone)                                              | —                      | —                      | 17                     | —                      | —                      | —                      | —                      | —                      | —                      | —                      | | Tha Cum Up                                            |
| 2000                                                                         | "Game Don't Wait" (Warren G com Nate Dogg, Snoop Dogg & Xzibit)                                    | —                      | 58                     | —                      | —                      | —                      | —                      | —                      | —                      | —                      | —                      | | I Want It All                                         |
| 2000                                                                         | "X" (Xzibit com Dr. Dre & Snoop Dogg)                                                              | 76                     | 32                     | 36                     | —                      | 19                     | —                      | —                      | —                      | 5                      | 14                     | | Restless                                              |
| 2001                                                                         | "You" (Lucy Pearl com Snoop Dogg & Q-Tip)                                                          | —                      | 64                     | —                      | —                      | —                      | —                      | —                      | —                      | —                      | —                      | | Lucy Pearl                                            |
| 2001                                                                         | "Pop Lockin" (Silkk the Shocker com Snoop Dogg & Goldie Loc)                                       | —                      | 64                     | —                      | —                      | —                      | —                      | —                      | —                      | —                      | —                      | | My World, My Way                                      |
| 2002                                                                         | "The Streets" (WC com Snoop Dogg & Nate Dogg)                                                      | 81                     | 43                     | 20                     | —                      | —                      | —                      | 38                     | —                      | —                      | 48                     | | Ghetto Heisman                                        |
| 2002                                                                         | "Bigger Business" (Swizz Beatz com Ron Isley, P. Diddy, Birdman, Jadakiss, Snoop Dogg and Cassidy) | —                      | 72                     | —                      | —                      | —                      | —                      | —                      | —                      | —                      | —                      | | Swizz Beatz Presents G.H.E.T.T.O. Stories             |
| 2003                                                                         | "Holidae In" (Chingy com Ludacris & Snoop Dogg)                                                    | 3                      | 2                      | 2                      | 13                     | —                      | 56                     | 27                     | 4                      | 43                     | 35                     | - : Ouro - : Ouro | Jackpot                                               |
| 2003                                                                         | "P.I.M.P." (50 Cent com Snoop Dogg, Lloyd Banks & Young Buck)                                      | 3                      | 2                      | 1                      | 2                      | 12                     | 3                      | 4                      | 2                      | 4                      | 5                      | - : Ouro - : Platina - : Ouro                                                                                              | Get Rich or Die Tryin'                                |
| 2003                                                                         | "Red Light-Green Light" (Limp Bizkit com Snoop Dogg)                                               | —                      | —                      | —                      | —                      | —                      | —                      | —                      | —                      | —                      | —                      | | Results May Vary                                      |
| 2004                                                                         | "The Way I Am" (Knoc-turn'al com Snoop Dogg)                                                       | —                      | 78                     | —                      | —                      | —                      | —                      | —                      | —                      | —                      | —                      | | The Way I Am                                          |
| 2004                                                                         | "I Wanna Thank Ya" (Angie Stone com Snoop Dogg)                                                    | —                      | 61                     | —                      | —                      | —                      | —                      | —                      | —                      | —                      | 31                     | | Stone Love                                            |
| 2005                                                                         | "Why Cry"[H] (Oowee com Snoop Dogg)                                                                | —                      | 113                    | —                      | —                      | —                      | —                      | —                      | —                      | —                      | —                      | | Single sem álbum                                      |
| 2005                                                                         | "Don't Stop" (Beanie Sigel com Snoop Dogg)                                                         | —                      | 67                     | —                      | —                      | —                      | —                      | —                      | —                      | —                      | —                      | | The B. Coming                                         |
| 2005                                                                         | "Blackout"[I] (Mashonda com Nas & Snoop Dogg)                                                      | —                      | 96                     | —                      | —                      | —                      | —                      | —                      | —                      | —                      | —                      | | January Joy                                           |
| 2005                                                                         | "Real Soon"[J] (DPGC com Snoop Dogg & Nate Dogg)                                                   | —                      | 103                    | —                      | 49                     | —                      | —                      | —                      | —                      | —                      | —                      | | Welcome to tha Chuuch: Da Album                       |
| 2006                                                                         | "Say Somethin' (Mariah Carey com Snoop Dogg)                                                       | 79                     | —                      | —                      | 26                     | —                      | 63                     | 23                     | —                      | 55                     | 28                     | | The Emancipation of Mimi                              |
| 2006                                                                         | "Buttons" (The Pussycat Dolls com Snoop Dogg)                                                      | 3                      | —                      | —                      | 2                      | 1                      | 4                      | 4                      | 1                      | 3                      | 3                      | - : Platina - : Platina - : Prata - : Ouro                                                                                 | PCD                                                   |
| 2006                                                                         | "Keep Bouncin' (Too Short com Snoop Dogg & will.i.am)                                              | —                      | 93                     | —                      | —                      | —                      | —                      | —                      | —                      | —                      | —                      | | Blow the Whistle                                      |
| 2006                                                                         | "Gangsta Zone" (Daddy Yankee com Snoop Dogg)                                                       | —                      | —                      | —                      | —                      | —                      | —                      | —                      | —                      | —                      | —                      | | Barrio Fino en Directo                                |
| 2006                                                                         | "Cali Iz Active"[K] (Tha Dogg Pound com Snoop Dogg)                                                | —                      | 114                    | —                      | —                      | —                      | —                      | —                      | —                      | —                      | —                      | | Cali Iz Active                                        |
| 2006                                                                         | "Gangsta Walk" (Coolio com Snoop Dogg)                                                             | —                      | —                      | —                      | 67                     | 75                     | —                      | —                      | —                      | 56                     | 67                     | | The Return of the Gangsta                             |
| 2006                                                                         | "Go to Church"[L] (Ice Cube com Lil Jon & Snoop Dogg)                                              | 121                    | 67                     | 25                     | —                      | —                      | —                      | —                      | —                      | —                      | —                      | | Laugh Now, Cry Later                                  |
| 2006                                                                         | "Hollywood Divorce"[M] (Outkast com Snoop Dogg & Lil Wayne)                                        | —                      | 120                    | —                      | —                      | —                      | —                      | —                      | —                      | —                      | —                      | | Idlewild                                              |
| 2006                                                                         | "That Girl" (Pharrell Williams com Snoop Dogg & Charlie Wilson)                                    | —                      | —                      | —                      | —                      | —                      | —                      | —                      | —                      | —                      | —                      | | In My Mind                                            |
| 2007                                                                         | "My 64" (Mike Jones com Bun B & Snoop Dogg)                                                        | 101                    | 53                     | 22                     | —                      | —                      | —                      | —                      | —                      | —                      | —                      | | The American Dream                                    |
| 2007                                                                         | "What a Job" (Devin the Dude com Snoop Dogg & André 3000)                                          | —                      | 124                    | —                      | —                      | —                      | —                      | —                      | —                      | —                      | —                      | | Waiting to Inhale                                     |
| 2007                                                                         | "9mm" (David Banner com Akon, Lil Wayne & Snoop Dogg)                                              | 115                    | 66                     | —                      | —                      | —                      | —                      | —                      | —                      | —                      | —                      | | The Greatest Story Ever Told                          |
| 2007                                                                         | "Real Man" (Lexington Bridge com Snoop Dogg)                                                       | —                      | —                      | —                      | —                      | 66                     | 16                     | —                      | —                      | —                      | —                      | | The Vibe                                              |
| 2007                                                                         | "Vibe" (Tha Dogg Pound com Snoop Dogg)                                                             | —                      | —                      | —                      | —                      | —                      | —                      | —                      | —                      | —                      | —                      | | Dogg Chit                                             |
| 2007                                                                         | "Ghetto"[Q] (Kelly Rowland com Snoop Dogg)                                                         | —                      | 109                    | —                      | —                      | —                      | —                      | —                      | —                      | —                      | —                      | | Ms. Kelly                                             |
| 2008                                                                         | "Lose Your Life" (The Alchemist com Snoop Dogg, Jadakiss & Pusha T)                                | —                      | —                      | —                      | —                      | —                      | —                      | —                      | —                      | —                      | —                      | | Chemical Warfare                                      |
| 2008                                                                         | "I'm Toe Up (Remix)" (Problem com DJ Felli Fel, DJ Quik, Kurupt, Terrace Martin & Snoop Dogg)      | —                      | —                      | —                      | —                      | —                      | —                      | —                      | —                      | —                      | —                      | | Single sem álbum                                      |
| 2009                                                                         | "Bottle Pop" (The Pussycat Dolls com Snoop Dogg)                                                   | —                      | —                      | —                      | 17                     | —                      | —                      | —                      | —                      | —                      | —                      | | Doll Domination                                       |
| 2009                                                                         | "Day Dreaming" (DJ Drama com Akon, Snoop Dogg & T.I.)                                              | —                      | 88                     | —                      | —                      | —                      | —                      | —                      | 33                     | —                      | —                      | | Gangsta Grillz: The Album (Vol. 2)                    |
| 2009                                                                         | "I Do" (Lil Jon com Snoop Dogg & Swizz Beatz)                                                      | —                      | 101                    | —                      | —                      | —                      | —                      | —                      | —                      | —                      | —                      | | Single sem álbum                                      |
| 2009                                                                         | "Swagger" (Grandmaster Flash com Red Café, Snoop Dogg & Lynda Carter)                              | —                      | —                      | —                      | —                      | —                      | —                      | —                      | —                      | —                      | —                      | | The Bridge (Concept of a Culture)                     |
| 2009                                                                         | "Groove On" (Timati com Snoop Dogg)                                                                | —                      | —                      | —                      | —                      | —                      | 62                     | —                      | —                      | —                      | —                      | | The Boss                                              |
| 2009                                                                         | "Light My Fire" (Mr. Capone-E com Snoop Dogg)                                                      | —                      | —                      | —                      | —                      | —                      | —                      | —                      | —                      | —                      | —                      | | Diary of a G                                          |
| 2009                                                                         | "Dime Piece" (LiLana com Snoop Dogg & Big Sha)                                                     | —                      | —                      | —                      | —                      | —                      | —                      | —                      | —                      | —                      | —                      | | Single sem álbum                                      |
| 2009                                                                         | "Hot Girl" (Belly com Snoop Dogg)                                                                  | —                      | —                      | —                      | —                      | —                      | —                      | —                      | —                      | —                      | —                      | | Back for the First Time Vol. 1 / Sleepless Nights 1.5 |
| 2009                                                                         | "Oh Yeah" (Jaicko com Snoop Dogg)                                                                  | —                      | 104                    | —                      | —                      | —                      | —                      | —                      | —                      | —                      | —                      | | Can I                                                 |
| 2010                                                                         | "All I Do Is Win" (DJ Khaled com T-Pain, Ludacris, Rick Ross & Snoop Dogg)                         | 24                     | 8                      | 6                      | —                      | —                      | —                      | —                      | —                      | —                      | 98                     | - : 2× Platina | Victory                                               |
| 2010                                                                         | "We Are the World 25 for Haiti" (Como membro do Artists for Haiti)                                 | 2                      | —                      | —                      | 18                     | —                      | —                      | 9                      | 8                      | —                      | 50                     | | Single sem álbum                                      |
| 2010                                                                         | "Last Night (Kinkos)" (Omarion com Snoop Dogg)                                                     | —                      | 88                     | —                      | —                      | —                      | —                      | —                      | —                      | —                      | —                      | | Ollusion                                              |
| 2010                                                                         | "California Gurls" (Katy Perry com Snoop Dogg)                                                     | 1                      | —                      | —                      | 1                      | 3                      | 3                      | 1                      | 1                      | 4                      | 1                      | - : 4× Platina - : 5× Platina - : Platina - : Platina - : Platina - : Platina - : 2× Platina                               | Teenage Dream                                         |
| 2010                                                                         | "It's in the Mornin" (Robin Thicke com Snoop Dogg)                                                 | 117                    | 25                     | —                      | —                      | —                      | —                      | —                      | —                      | —                      | —                      | | Sex Therapy                                           |
| 2010                                                                         | "Get 'Em Girls" (Jessica Mauboy com Snoop Dogg)                                                    | —                      | —                      | —                      | 19                     | —                      | —                      | —                      | —                      | —                      | —                      | | Get 'Em Girls                                         |
| 2010                                                                         | "Mr. Romeo" (Emii com Snoop Dogg)                                                                  | —                      | —                      | —                      | —                      | —                      | —                      | —                      | —                      | —                      | —                      | | Single sem álbum                                      |
| 2010                                                                         | "Kush" (Dr. Dre com Snoop Dogg & Akon)                                                             | 34                     | 43                     | 11                     | 81                     | —                      | —                      | —                      | —                      | 59                     | 57                     | | Single sem álbum                                      |
| 2011                                                                         | "Boyfriend" (Big Time Rush com Snoop Dogg)                                                         | 72                     | —                      | —                      | 56                     | 55                     | 49                     | —                      | —                      | —                      | 76                     | - : Platina | B.T.R.                                                |
| 2011                                                                         | "Mr Endowed (Remix)" (D'banj com Snoop Dogg)                                                       | —                      | —                      | —                      | —                      | —                      | —                      | —                      | —                      | —                      | —                      | | Single sem álbum                                      |
| 2011                                                                         | "Last Night" (Ian Carey com Snoop Dogg & Bobby Anthony)                                            | —                      | —                      | —                      | 15                     | —                      | —                      | —                      | —                      | —                      | —                      | - : Platina | Single sem álbum                                      |
| 2011                                                                         | "If I Was You (OMG)" (Far East Movement com Snoop Dogg)                                            | —                      | —                      | —                      | 63                     | —                      | —                      | —                      | 18                     | —                      | —                      | | Free Wired                                            |
| 2011                                                                         | "Turtleneck & Chain" (The Lonely Island com Snoop Dogg)                                            | —                      | —                      | —                      | —                      | —                      | —                      | —                      | —                      | —                      | —                      | | Turtleneck & Chain                                    |
| 2011                                                                         | "The Mack" (Mann com Snoop Dogg and Iyaz)                                                          | —                      | —                      | —                      | 68                     | —                      | —                      | —                      | —                      | —                      | 28                     | | Mann's World                                          |
| 2011                                                                         | "I Drink I Smoke" (Belly com Snoop Dogg)                                                           | —                      | —                      | —                      | —                      | —                      | —                      | —                      | —                      | —                      | —                      | | Sleepless Nights 1.5                                  |
| 2012                                                                         | "I'm Day Dreaming" (Redd com Akon & Snoop Dogg)                                                    | —                      | —                      | —                      | —                      | 41                     | 53                     | —                      | —                      | 29                     | 71                     | | Single sem álbum                                      |
| 2012                                                                         | "Never Let U Go" (Kato com Snoop Dogg & Brandon Beal)                                              | —                      | —                      | —                      | —                      | —                      | —                      | —                      | —                      | —                      | —                      | | Single sem álbum                                      |
| 2012                                                                         | "Slow Motion" (Lee.M & J. Pearl com Iyaz & Snoop Dogg)                                             | —                      | —                      | —                      | —                      | —                      | —                      | —                      | —                      | —                      | —                      | | Single sem álbum                                      |
| 2012                                                                         | "Emergency" (Audio Playground com Snoop Dogg)                                                      | —                      | —                      | —                      | —                      | —                      | —                      | —                      | —                      | —                      | —                      | | Single sem álbum                                      |
| 2013                                                                         | "Major Distribution" (50 Cent com Snoop Dogg & Young Jeezy)                                        | 113                    | 43                     | —                      | —                      | —                      | —                      | —                      | —                      | —                      | 166                    | | Street King Immortal                                  |
| 2013                                                                         | "That Kinda Girl" (RC & The Gritz com Snoop Dogg & Raheem DeVaughn)                                | —                      | —                      | —                      | —                      | —                      | —                      | —                      | —                      | —                      | —                      | | Single sem álbum                                      |
| 2013                                                                         | "Redlight" (Eddie Murphy com Snoop Lion)                                                           | —                      | —                      | —                      | —                      | —                      | —                      | —                      | —                      | —                      | —                      | | 9                                                     |
| 2014                                                                         | "Dynamite" (Afrojack com Snoop Dogg)                                                               | —                      | —                      | —                      | —                      | —                      | —                      | —                      | —                      | —                      | —                      | | Forget the World                                      |
| 2014                                                                         | "Wiggle" (Jason Derulo com Snoop Dogg)                                                             | 5                      | 3                      | —                      | 3                      | 5                      | 7                      | 10                     | 9                      | 9                      | 8                      | - : 2× Platina - : 2× Platina - : Ouro - : Ouro - : Ouro - : 2× Platina - : Ouro - : Ouro - : Ouro - : Platina - : Platina | Talk Dirty                                            |
| 2014                                                                         | "Hangover" (Psy com Snoop Dogg)                                                                    | 26                     | —                      | 3                      | —                      | —                      | —                      | —                      | —                      | —                      | —                      | | -                                                     |
| 2014                                                                         | "You and Your Friends" (Wiz Khalifa com Ty Dolla Sign & Snoop Dogg)                                | 82                     | 21                     | 18                     | —                      | —                      | —                      | —                      | —                      | —                      | —                      | | Blacc Hollywood                                       |
| 2014                                                                         | "Stuck On a Feeling" (Prince Royce com Snoop Dogg)                                                 | 43                     | —                      | —                      | 37                     | —                      | —                      | —                      | —                      | —                      | —                      | | -                                                     |
| 2015                                                                         | "Dumb Shit" (Tyrese com Snoop Dogg)                                                                | —                      | —                      | —                      | —                      | —                      | —                      | —                      | —                      | —                      | —                      | | Black Rose                                            |
| "—" Denota singles que não entraram na parada ou não foram lançados no país. | |                        |                        |                        |                        |                        |                        |                        |                        |                        |                        | |                                                       |

## Singles promocionais
| Ano                                                                                       | Título | Melhor posição | Melhor posição | Melhor posição | Álbum                   |
| Ano                                                                                       | Título | EUA R&B        | BEL            | FRA            | Álbum                   |
| ----------------------------------------------------------------------------------------- | --- | -------------- | -------------- | -------------- | ----------------------- |
| 2000                                                                                      | "G's Iz G's" (Remix) (Tash com Snoop Dogg, Kurupt and Xzibit)                                                   | —              | —              | —              | Single sem álbum        |
| 2000                                                                                      | "Bitch Please II" (Eminem com Dr. Dre, Nate Dogg, Snoop Dogg and Xzibit)                                        | 61             | —              | —              | The Marshall Mathers LP |
| 2007                                                                                      | "Double Up" (R. Kelly com Snoop Dogg)                                                                           | 101            | —              | —              | Double Up               |
| 2009                                                                                      | "Ice Cream Paint Job" (West Coast Remix) (Dorrough com Snoop Dogg, Nipsey Hussle, Soulja Boy, E-40 & Jim Jones) | —              | —              | —              | Single sem álbum        |
| 2010                                                                                      | "Ghetto Commandments" (T-Pain featuring Snoop Dogg and Mack Maine)                                              | —              | —              | —              | Ghetto Commandments     |
| 2010                                                                                      | "New Year's Eve" (com Marty James)                                                                              | 66             | —              | —              | Single sem álbum        |
| 2010                                                                                      | "She Smashed the Homie" (E-40 com Snoop Dogg & Ray J)                                                           | —              | —              | —              | Single sem álbum        |
| 2010                                                                                      | "Black and Yellow" (G-Mix) (Wiz Khalifa com Juicy J, Snoop Dogg & T-Pain)                                       | —              | —              | —              | Single sem álbum        |
| 2011                                                                                      | "Gangbang Rookie"                                                                                               | —              | —              | —              | Doggumentary            |
| 2012                                                                                      | "Oh Yeah" (Chris Brown com Snoop Dogg & 2 Chainz)                                                               | —              | —              | —              | Single sem álbum        |
| 2012                                                                                      | "La La La" | —              | 71             | —              | Reincarnated            |
| 2013                                                                                      | "Torn Apart" (com Rita Ora)                                                                                     | —              | 44             | —              | Reincarnated            |
| 2013                                                                                      | "Ain't Worried About Nothin'" (Remix) (French Montana com Diddy, Rick Ross & Snoop Dogg)                        | —              | —              | —              | Single sem álbum        |
| 2013                                                                                      | "Let The Bass Go"                                                                                               | —              | —              | —              | Turbo                   |
| 2014                                                                                      | "Viser Le K.O." (David Carreira com Snoop Dogg)                                                                 | —              | 4              | 167            | Tout recommencer        |
| "—" Denota singles promocionais que não entraram na parada ou não foram lançados no país. | |                |                |                |                         |

## Outras canções
| 1993                                                                         | "Murder Was the Case"                                                                          | 67  | —   | 36 | —  | —  | —  | —  | —  | Doggystyle                              |
| 1993                                                                         | "Lodi Dodi"                                                                                    | 63  | —   | 34 | —  | —  | —  | —  | —  | Doggystyle                              |
| 1996                                                                         | "Santa Claus Goes Straight to the Ghetto" (com Daz Dillinger, Nate Dogg, Tray Deee & Bad Azz ) | —   | 75  | —  | —  | —  | —  | —  | —  | Christmas on Death Row                  |
| 1997                                                                         | "Midnight Love"                                                                                | —   | 69  | —  | —  | —  | —  | —  | —  | sem álbum                               |
| 1998                                                                         | "Feels So Good" (Tha Eastsidaz com Snoop Dogg)                                                 | —   | 106 | —  | —  | —  | —  | —  | —  | Ride soundtrack                         |
| 1999                                                                         | "Snoopafella"                                                                                  | —   | 116 | —  | —  | —  | —  | —  | —  | No Limit Top Dogg                       |
| 1999                                                                         | "Fuck You" (Dr. Dre com Snoop Dogg & Devin the Dude)                                           | —   | 61  | —  | —  | —  | —  | —  | —  | 2001                                    |
| 2000                                                                         | "WW III" (com Yung Wun, Scarface & Jadakiss)                                                   | —   | 77  | —  | —  | —  | —  | —  | —  | Ryde or Die Vol. 2                      |
| 2001                                                                         | "Ladies & Gents" (Angie Martinez com Snoop Dogg)                                               | —   | 117 | —  | —  | —  | —  | —  | —  | Up Close and Personal                   |
| 2002                                                                         | "Paper'd Up" (com Kokane & Traci Nelson)                                                       | —   | —   | —  | —  | —  | 58 | 76 | —  | Paid Tha Cost To Be Da Bo$$             |
| 2003                                                                         | "Dance with Me" (com Marvin Gaye)                                                              | —   | 122 | —  | —  | —  | —  | —  | —  | True Crime: Streets of LA soundtrack    |
| 2004                                                                         | "Girl Like U" (com Nelly)                                                                      | —   | 115 | —  | —  | —  | —  | —  | —  | R&G (Rhythm & Gangsta): The Masterpiece |
| 2006                                                                         | "Imagine" (com D'Angelo & Dr. Dre)                                                             | —   | 107 | —  | —  | —  | —  | —  | —  | Tha Blue Carpet Treatment               |
| 2006                                                                         | "Crazy" (com Nate Dogg)                                                                        | —   | —   | —  | —  | —  | —  | 79 | —  | Tha Blue Carpet Treatment               |
| 2011                                                                         | "Smokin' On" (com Wiz Khalifa & Juicy J)                                                       | 117 | —   | —  | —  | —  | —  | —  | —  | Mac & Devin Go to High School           |
| 2012                                                                         | "Bad Mutha" (Verse Simmonds com Snoop Dogg)                                                    | —   | 112 | —  | —  | —  | —  | —  | —  | Sex, Love & Hip Hop                     |
| 2012                                                                         | "Smoke The Weed" (com Collie Buddz)                                                            | —   | —   | —  | 3  | 78 | —  | —  | 60 | Reincarnated                            |
| 2013                                                                         | "The Good Good"                                                                                | —   | —   | —  | 16 | —  | —  | —  | —  | Reincarnated                            |
| 2013                                                                         | "Remedy" (com Busta Rhymes & Chris Brown)                                                      | —   | —   | —  | 4  | —  | —  | —  | —  | Reincarnated                            |
| 2015                                                                         | "Institutionalized" (Kendrick Lamar com Bilal, Anna Wise & Snoop Dogg)                         | 99  | 35  | —  | —  | —  | —  | —  | —  | To Pimp a Butterfly                     |
| "—" Denota singles que não entraram na parada ou não foram lançados no país. |                                                                                                |     |     |    |    |    |    |    |    |                                         |